# Lilien
Lilien (en luxembourgeois : Liljen ) est une localité de la commune luxembourgeoise de Rosport-Mompach située dans le canton d'Echternach.